# مصطفى الهيتي

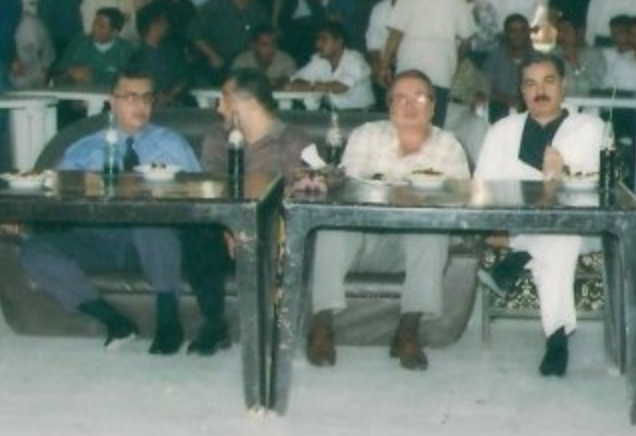
مجموعة من أساتذة كلية الصيدلة في جامعة بغداد عام ٫2001 يظهر د. مصطفى الأول من اليمين

الدكتور مصطفى محمد أمين الهيتي هو سياسي عراقي وصيدلاني حاصل على شهادة الدكتوراه، عمل أستاذا في كلية الصيدلة في جامعة بغداد، وصار عميدها بعد غزو العراق عام 2003 حتى عام 2005.
شغل سابقا منصب رئاسة صندوق إعمار المناطق المتضررة ويشغل حاليا منصب نقيب صيادلة العراق.

## السيرة الذاتية
الدكتور مصطفى الهيتي صيدلاني وعمل أستاذا في كلية الصيدلة في جامعة بغداد، وكان أول عميد في الكلية بعد غزو العراق عام 2003 ليخلف العميد السابق الدكتور نوفل نعمان المشهداني، واستمر في منصبه حتى عام 2005، عندما انسحب من العمل إثر استهدافه بعد أعمال الشغب التي تلت مقتل أحد طلاب الكلية الناشطين المنتمين لأحد الأحزاب قرب منزله.
في عام 2003، أسس حزب الإخاء والسلام مع زميله في الكلية الروائي العراقي الدكتور طه الشبيب.
في عام 2006، انتخب عضوا في مجلس النواب العراقي لدورته حتى عام 2010، ثم انتخب أيضا ضمن القائمة العراقية عام 2010 حتى عام 2014.
سربت معلومات عن احتمال ترشيحه لشغل منصب وزير التخطيط عام 2016، وكذلك منصب وزير الدفاع، ثم اختاره رئيس الوزراء حيدر العبادي لرئاسة صندوق إعمار المناطق المتضررة في تشرين الأول/أكتوبر 2016.
في عام 2018 ترشح الدكتور مصطفى الهيتي كنقيب صيادلة العراق خلفا للنقيب السابق مرتضى الشريفي وفي عام 2021 اعيد ترشيح الدكتور مصطفى الهيتي مرة أخرى كنقيب صيادلة العراق 